# Tijana Ajduković
Tijana Ajduković (serb. Тијана Ајдуковић; ur. 3 czerwca 1991 w Bačka Topoli) – serbska koszykarka występująca na pozycji środkowej, obecnie zawodniczka Uni Girona.
1 września 2017 została zawodniczką Ślęzy Wrocław.

## Osiągnięcia
Stan na 6 września 2017, na podstawie, o ile nie zaznaczono inaczej.
Drużynowe
- Mistrzyni:
  - Czech (2016)
  - Węgier (2014, 2017)
- Wicemistrzyni Serbii (2010–2012)[6][7][8]
- 4. miejsce:
  - w Eurolidze (2016)
  - mistrzostw Włoch (2013)
- Zdobywczyni pucharu:
  - Serbii (2010, 2012)[6][8]
  - Węgier (2017)
- Finalistka pucharu:
  - Serbii (2011)[7]
  - Polski (2015)
- Zwyciężczyni turnieju w Trutnovie (2017)[9]

Indywidualne
(* – nagrody przyznane przez portal eurobasket.com)
- MVP pucharu Serbii (2012)
- Największy postęp ligi serbskiej (2010)*[6]
- Zaliczona do*:
  - I składu:
    - defensywnego ligi serbskiej (2010)[6]
    - najlepszych nowo przybyłych zawodniczek ligi serbskiej (2008, 2009)[10][11]

  - II składu ligi serbskiej (2010)[6]
  - składu honorable mention ligi:
    - serbskiej (2011)[7]
    - środkowo-europejskiej (2014)
- Liderka w blokach ligi serbskiej (2010)[6]

Reprezentacja
- Mistrzyni Europy (2015)
- Wicemistrzyni igrzysk śródziemnomorskich (2009)
- Brązowa medalistka mistrzostw Europy U–20 (2008)
- Uczestniczka:
  - mistrzostw:
    - świata (2014 – 8. miejsce)
    - Europy:
      - U–20 (2008, 2009, 2010 – 8. miejsce, 2011 – 4. miejsce)
      - U–16 (2007 – 4. miejsce)